# بلزا رجل الأرنب
بلزا رجل الأرنب (الاسم العلمي:Ochroma lagopodum) هو نوع من النباتات يتبع جنس البلزا من الفصيلة الخبازية.